# Rio de Ca' Corner
Rio de Ca' Corner sau rio de Ca' Santi este un canal din Veneția în sestiere San Marco. El este numit, de asemenea, rio de l'Alboro, dar un alt canal poartă deja acest nume.

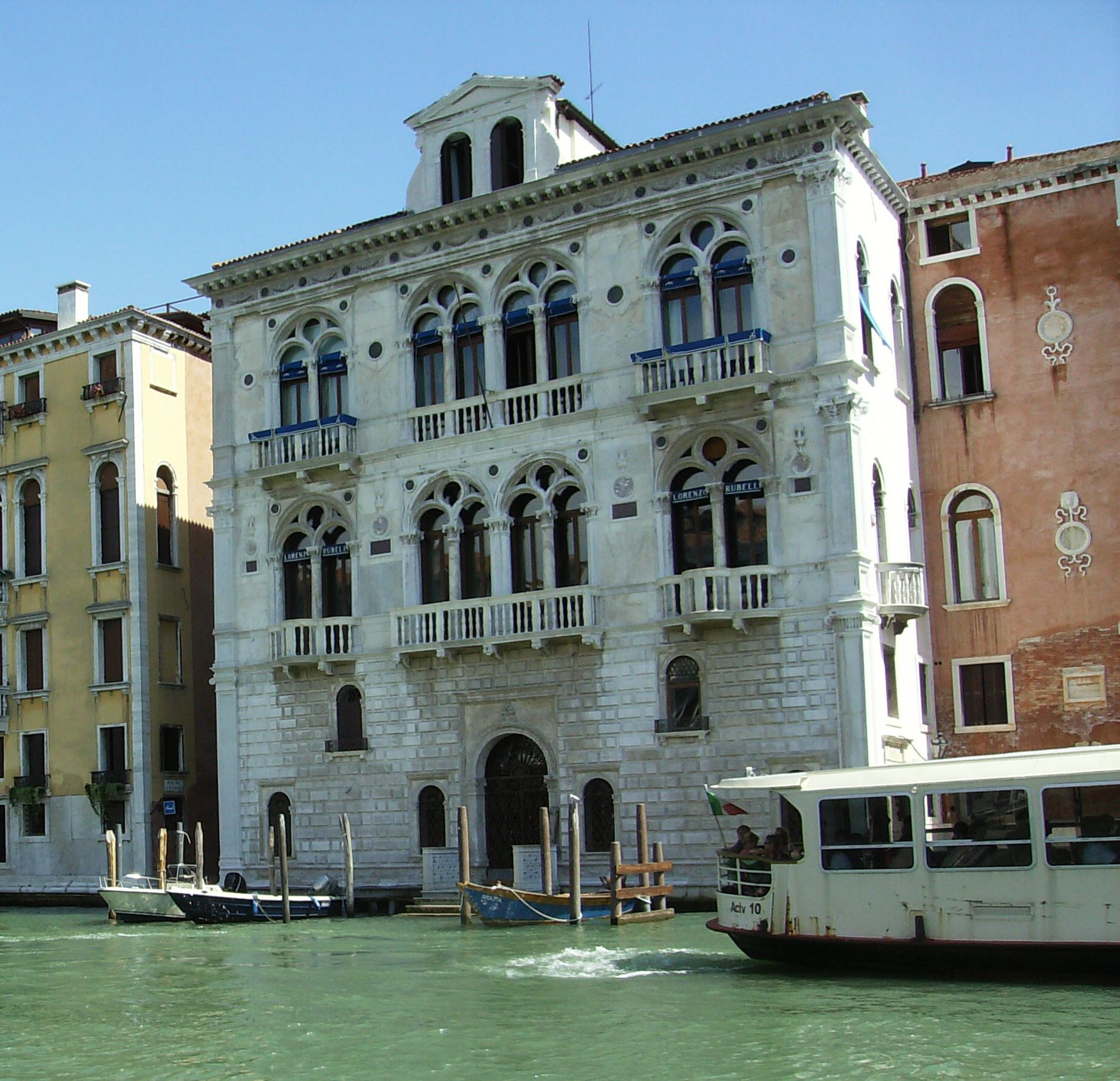
Canalul se varsă în Canal Grande la stânga palatului Corner Spinelli.

## Descriere
Rio di Ca' Corner are o lungime de aproximativ 170 de metri. El pornește de la rio di Sant'Angelo în direcția nord-est pe aproximativ cincizeci de metri, înainte de a face o curbă spre nord-nord-vest în partea din spate a palatului Trevisan Pisani. Mai la nord, canalul trece pe sub ponte de l'Albero, care leagă Ramo Michiel și Corte de l'Olio. El curge de-a lungul palatului Curti Valmarana (pe malul estic) înainte de a se vărsa în Canal Grande între palatul sus-menționat și palatul Corner Spinelli.

## Pod
Canalul este traversat de un singur pod:
- Ponte de l'Albero care leagă Ramo Michiel și Corte de l'Olio;